# Fighter
Fighter er en dansk ungdomsfilm produceret i 2006/2007 af Nimbus Film.
Manuskript af Natasha Arthy i samarbejde med Nikolaj Arcel.
Optagelserne til filmen begyndte den 30. oktober 2006, og optagelserne til filmen blev afsluttet marts 2007.
Filmen havde premiere den 14. december 2007.
Den blev set af 52.189 mennesker,
hvilket var noget mindre end de 192.768 mennesker der så filmen To verdener, der også skildrede en ung piges forsøg på frigørelse.
Det skyldes måske at Fighter i højere grad var en decideret ungdomsfilm, — en genre der har sværere ved at tiltrække mange publikummer.

## Handling
Aicha er en pige, som går på gymnasiet. Hendes forældre fra Tyrkiet mener, at hun skal passe sin skole og blive læge som sin storebror, Ali. Aicha derimod elsker kungfu, og hun træner derfor i hemmelighed i en professionel kungfu-klub, hvor hun også skal slås med drenge. Den danske dreng Emil træner med Aicha, og de ender med at forelske sig i hinanden. Aicha skal nu bestemme sig for, hvad hun vil.

## Medvirkende
- Semra Turan som Aicha
- Nima Nabipour som Ali
- Cyron Bjørn Melville som Emil
- Sadi Tekelioglu som Aichas far
- Behruz Banissi som Omar
- Özlem Saglanmak som Jasmin
- Xian Gao som Sifu (kung fu mesteren)
- Molly Blixt Egelind som Sofie

## Fodnoter
1. ↑  Christian Monggaard (19. marts 2008). "Storby og provins i biografmørket". Information. Arkiveret fra originalen 4. marts 2016. Hentet 3. december 2008.
2. ↑  Fighter Arkiveret 31. januar 2013 hos  Wayback Machine filmz.dk